# Tchernychev (cratère)
Pour les articles homonymes, voir Tchernychev.
Tchernychev est un cratère d'impact lunaire situé dans la partie nord de la face cachée de la Lune. Il se trouve au nord-est du cratère Chandler et au sud-est de la plaine fortifiée D'Alembert.
Le bord de ce cratère a été usé par les impacts, et de nombreux petits cratères s'y trouvent. La partie sud du bord, en particulier, a été plus fortement érodée et modifiée par les impacts que la partie nord du périmètre. Le fond intérieur est plus fortement impacté dans la moitié est que dans la partie ouest, bien que même cette dernière ne soit pas exempte de petits impacts. Le fond est par ailleurs relativement plat et ne présente ni pic central ni crêtes significatives.

## Cratères satellites
Par convention, ces caractéristiques sont identifiées sur les cartes lunaires en plaçant la lettre sur le côté du point médian du cratère le plus proche de Tchernychev.
| Tchernychev | Latitude | Longitude | Diamètre |
| ----------- | -------- | --------- | -------- |
| B           | 48,5° N  | 175,7° E  | 20 km    |